# Росоњ
Росоњ (рус. Россонь) река је на северозападу европског дела Руске Федерације. Протиче преко западних делова Лењинградске области, односно преко његовог Кингисепшког рејона. Река Росоњ тече у међуречју река Луге и Нарве и међусобно повезује корита обе реке у њиховим доњим деловима тока. Са реком нарвом спојена је на свега 300 метара узводно од њеног ушћа у Нарвски залив, док се са реком Лугом спаја на њеном 25. километру узводно од ушћа у Лушки залив. Река Росоњ је један од најпознатијих случајева бифуркације на подручју Русије, и од нивоа воде у Луги и Нарви зависи и њен ток.
Укупна дужина водотока је 26,8 km, површина сливног подручја свега 63 km², док је просечан пад по километру тока свега 8 милиметара. Просечан проток је око 18– m³/s.